# Никотиноил гамма-аминомасляная кислота
Никотиноил гамма-аминомасляная кислота, торговое название Пикамилон (англ. Picamilonum), N-Никотиноил-g-аминомасляной кислоты натриевая соль (никотиноил-ГАМК) — ноотропный препарат. Производители позиционируют Пикамилон в качестве ноотропного препарата c сосудорасширяющим действием на сосуды головного мозга.
FDA заключила, что Пикамилон не относится к биологически-активным добавкам, и на этом основании ограничила его продажи в США.

## Общая информация
Препарат синтезирован в 1970 году во Всесоюзном научно-исследовательском институте витаминов (Москва, СССР) В. М. Копелевичем, Л. М. Шмуйловичем и В. И. Трубниковым. Введён в медицинскую практику в 1986 году. Является первым оригинальным отечественным ноотропом. В настоящее время права на препарат принадлежат фармацевтической компании «НПК ЭХО», Москва, Россия.
В химическом отношении может рассматриваться как сочетание молекулы ГАМК и никотиновой кислоты. Фармакологически препарат также сочетает в основном свойства этих двух компонентов.
Препарат стимулирует окислительно-восстановительные процессы, повышает потребление нервной тканью кислорода и глюкозы, после ишемии способствует восстановлению процессов утилизации энергетических субстратов, предотвращает нарастание концентрации молочной кислоты в ткани мозга.
Пикамилон обладает выраженными сосудорасширяющими свойствами в сочетании с ноотропным и транквилизирующим действием. Увеличение мозгового кровотока под влиянием пикамилона обусловлено понижением тонуса сосудов мозга в системе каротидных и позвоночных артерий, пиальных артериол, увеличением объёмной скорости мозгового кровотока, выраженным центральным депримирующим воздействием на рефлекторные сократительные реакции мозговых сосудов и соматосимпатические рефлексы.
Эндотелиопротективные эффекты пикамилона обусловлены включением в структуру молекулы ГАМК никотиновой кислоты, оказывающей прямое миорелаксирующее действие на стенку сосудов и улучшающей фармакокинетические свойства ГАМК. Доказано, что пикамилон предотвращает развитие системной эндотелиальной дисфункции и обладает эндотелио- и кардиопротективным действием.
Выраженные вазоактивные свойства препарата, наряду с транквилизирующим и ноотропным эффектом, делают его назначение больным с сосудистым поражением головного мозга более предпочтительным, чем назначение пирацетама и аминалона.

## Физические свойства
В сухом виде вещество белого цвета, возможно, с лёгким кремовым оттенком. Водный раствор прозрачный бесцветный или слегка окрашенный.
Препарат выпускается в виде таблеток и раствора для инъекций.

## Фармакологические свойства

### Фармакодинамика
По утверждению производителя, никотиноил γ-аминомасляная кислота улучшает кровообращение в сосудах головного мозга, сетчатки глаза и зрительного нерва.

### Фармакокинетика
По утверждению производителя, никотиноил γ-аминомасляная кислота быстро и полностью всасывается и на длительное время задерживается в тканях организма. Согласно инструкции к препарату, биодоступность достигает 50–88%, период полувыведения — 0,51 часа, вещество не метаболизируется и выводится в неизменном виде, в основном — почками.
По независимым от производителя данным, после приёма никотиноил γ-аминомасляной кислоты в дозировке 50–200 мг она обнаруживается в плазме крови в концентрациях 500–3000 мкг/л в течение нескольких часов, а период её полувыведения составляет 1–2 часа.
По независимым от производителя данным, никотиноил γ-аминомасляная кислота частично гидролизуется до γ-аминомасляной кислоты и никотиновой кислот, а экскреция с мочой родительского препарата и двух метаболитов составляет до 79 % разовой дозы.

### Механизм действия
По утверждению производителя, никотиноил γ-аминомасляная кислота улучшает функциональное состояние головного мозга за счёт улучшения мозгового кровообращения и нормализации метаболизма в его тканях.

## Применение
Применяют пикамилон (у взрослых) как ноотропное и сосудистое средство при нарушениях мозгового кровообращения лёгкой и средней тяжести, при вегетососудистой дистонии, при состояниях тревоги, страха, повышенной раздражительности, при абстиненции у больных алкоголизмом, а также для повышения устойчивости к физическим и умственным нагрузкам.
Используют препарат самостоятельно или в комплексной терапии. Назначают внутрь независимо от приёма пищи.

## Показания
Согласно инструкции к препарату, никотиноил γ-аминомасляная кислота показана при следующих заболеваниях и состояниях:
- нарушения мозгового кровообращения (острые ишемические, подострый и восстановительный периоды ишемического инсульта, хроническая недостаточность мозгового кровообращения);
- вегетососудистая дистония;
- астения;
- депрессия;
- сенильный психоз;
- алкоголизм (период абстиненции), острая интоксикация алкоголем;
- мигрень;
- черепно-мозговые травмы;
- нейроинфекции;
- первичная открытоугольная глаукома (для стабилизации зрительной функции).

## Критика
В 2015 году группа учёных из Университета Миссисипи и Гарвардской медицинской школы провела исследование коммерческих пищевых добавок, содержащих никотиноил-ГАМК (Пикамилон). Анализ 31 образца показал, что в одном действующее вещество отсутствовало, в 30 образцах его было от 99,6% до 157,9% от написанного на упаковке. FDA исключила Пикамилон из списка БАД и ограничила его свободную продажу в США.

## Документы
- Юрченко, Н. И. Инструкция по медицинскому применению лекарственного препарата Пикамилон : Р N000851/01-140808 / ООО «Акрихин». — Министерство здравоохранения Российской Федерации, 2008. — 14 августа. — 3 с.
- Жесткова, Н. А. Инструкция по медицинскому применению лекарственного препарата Пикамилон® : ЛС-001744-27-07-10 / ООО «Фармстандарт-УфаВИТА». — Министерство здравоохранения Российской Федерации, 2010. — 27 июля. — 3 с.
- Реестровая запись ЛС-000589 : N-никотиноил-гамма-аминомасляной кислоты натриевая соль // Государственный реестр лекарственных средств. — Минздрав РФ, 2009. — 10 ноября.
- Регистрационное удостоверение Р N000851/01 : Пикамилон : таблетки // Государственный реестр лекарственных средств. — Минздрав РФ, 2008. — 14 августа.
- Регистрационное удостоверение ЛС-001744 : Пикамилон® : раствор для внутривенного и внутримышечного введения // Государственный реестр лекарственных средств. — Минздрав РФ, 2008. — 14 августа.